# سیارک ۷۲۵۸
سیارک ۷۲۵۸ (به انگلیسی: 7258 Pettarin، نامگذاری:1994EF) هفت هزار و دویست و پنجاه و هشتمین سیارک کشف شده‌است که در ۵ مارس ۱۹۹۴ کشف شد.
قدر مطلق سیارک برابر ۱۴٫۰۰ است.